# Liolaemus variegatus
Liolaemus variegatus — вид ігуаноподібних ящірок родини Liolaemidae. Ендемік Болівії.

## Поширення і екологія
Liolaemus variegatus мешкають на східних схилах Болівійських Анд. Вони живуть в сухих міжандійських лісах та на високогірних луках Пуна-Нортенья. Зустрічаються на висоті від 2800 до 4000 м над рівнем моря. Живляться безхребетними.

## Збереження
МСОП класифікує цей вид як вразливий. Liolaemus variegatus загрожує знищення природного середовища.